# Still You
Still You é o segundo single em coreano da dupla sul-coreana Donghae & Eunhyuk. A canção foi lançada como single em 18 de dezembro de 2013, sob o selo da SM Entertainment.

## Produção e promoção
Ao contrário de suas canções anteriores como "Oppa, Oppa", "Oh No!" e "I Wanna Dance", esta canção é emocional com uma melodia de guitarra suave e um clima urbano. Donghae participou na composição da letra para a música, e a dupla dedicou a canção para os seus fãs que estão com eles desde sua estréia com o Super Junior. Foi cantada pela primeira vez durante o festival de inverno do Super Junior, SM Town Week: "Treasure Island", em 28 e 29 de dezembro no KINTEX em Goyang.

## Vídeo musical
O vídeo musical foi lançado através do canal oficial da SM Entertainment no YouTube em 16 de dezembro de 2013, e foi filmado em Londres. O vídeo mostra a dupla andando pelas ruas de Londres separadamente, e no final eles se encontram e se abraçam, mostrando o carinho que um sente pelo outro.

## Desempenho nas paradas
| Gráfico            | Melhores posições |
| ------------------ | ----------------- |
| Gaon Singles chart | 51                |